# 雙溪 (新北市石碇區)
雙溪 ，是臺灣新北市石碇區的一個地名，位於該區西北部。相較於今日行政區，其範圍大致包括隆盛里南半部不含東南端凸出部分、中民里西部邊界中段、潭邊里北部邊界地帶中段。

## 歷史
台灣清治末期，雙溪地區為一街庄，稱為「雙溪庄」，隸屬於文山堡。該庄北與新興坑庄為鄰，東與排藔庄為鄰，南邊為員潭仔坑庄，西邊隔景美溪及其支流石碇溪與楓仔林庄為界。
1901年（日治明治三十四年）11月，該庄隸屬於深坑廳，編入第九區。1903年（明治三十六年）4月，第九區拆出玉桂嶺庄，其餘改稱「楓仔林區」，該庄屬之。1920年（大正九年），該庄改制為「雙溪」大字，隸屬於臺北州文山郡石碇庄，大字下有「雙溪」、「吊橋」、「串空湖」小字名。
戰後石碇庄改制為石碇鄉，隸屬於臺北縣，大字亦改制為村。2010年（民國99年）12月，臺北縣升格為新北市，石碇鄉改制為石碇區，村改制為里。

## 交通
國道5號又稱「北宜高速公路」，大致以南北向經過雙溪地區西部邊界外不遠處，並設有石碇交流道。由此往東南可達坪林、宜蘭、羅東、蘇澳等地；往西北可至南港銜接國道3號。
市道106號是連絡林口、瑞芳的道路，大致以橫向穿越本地區中部及西北部。由該道路往東可前往平溪、瑞芳等地，往西可前往深坑、木柵、中和、板橋、新莊、林口等地。市道106乙線是連絡木柵、坪林的道路，經過本地區西部邊界地帶，由該道路往西可前往深坑、木柵等地，往南可前往坪林接省道台9線。